# Manish Kaushik
Manish Kaushik (* 5. März 1996 in Bhiwani) ist ein indischer Boxer im Leichtgewicht.

## Erfolge
Manish Kaushik wurde 2017 und 2018 indischer Meister und gewann die Silbermedaille bei den Commonwealth Games 2018 in Australien, als er erst im Finale knapp mit 2:3 gegen Harry Garside unterlegen war.
2019 gewann er das Feliks Stamm Tournament in Polen und schlug dabei im Finale Mohamed Hamout, zudem startete er bei den Weltmeisterschaften 2019 in Russland. Dort schied er erst im Halbfinale gegen Andy Cruz Gómez aus und gewann damit eine Bronzemedaille. Bei den Südasienspielen 2019 in Nepal gewann er Silber.
Bei der asiatischen Olympiaqualifikation 2020 in Jordanien erkämpfte er sich, unter anderem mit einem Sieg gegen Harry Garside, einen Startplatz bei den 2021 in Tokio ausgetragenen Olympischen Spielen. Dort unterlag er in der Vorrunde gegen den Briten Luke McCormack.